# Chiese di Vigevano
Questa voce include tutte le chiese cristiane situate entro i confini del comune di Vigevano, in provincia di Pavia.

## Chiese esistenti

### Cattedrale di Sant'Ambrogio

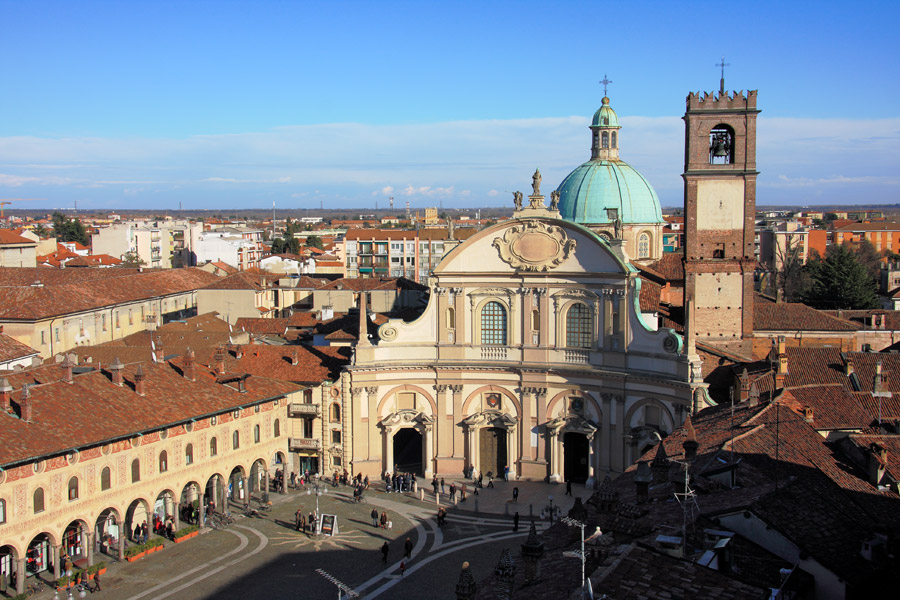
Piazza Ducale e la facciata del Duomo

Il duomo di Vigevano, dedicato al patrono Sant'Ambrogio, è la principale chiesa della città e sede della diocesi di Vigevano. Si trova affacciata su un lato di piazza Ducale, nel centro della città. La costruzione dell'edificio fu iniziata da Francesco II Sforza nel 1532 su una precedente chiesa del Trecento e terminò con la sua consacrazione nel 1612. L'originale facciata concava, ideata dal Vescovo Juan Caramuel y Lobkowitz, fu realizzata in stile barocco dopo la morte del vescovo. Vigevano e Milano condividono lo stesso patrono, ma al contrario dei milanesi, i vigevanesi festeggiano il Beato Matteo Carreri, loro protettore. Il giorno delle festività è così non il 7 dicembre come per Milano, ma il lunedì seguente la seconda domenica di ottobre. Una nota curiosa è che molti vigevanesi non sanno di questa differenza, festeggiando erroneamente il Beato Matteo come proprio patrono.

### Chiesa di San Pietro Martire

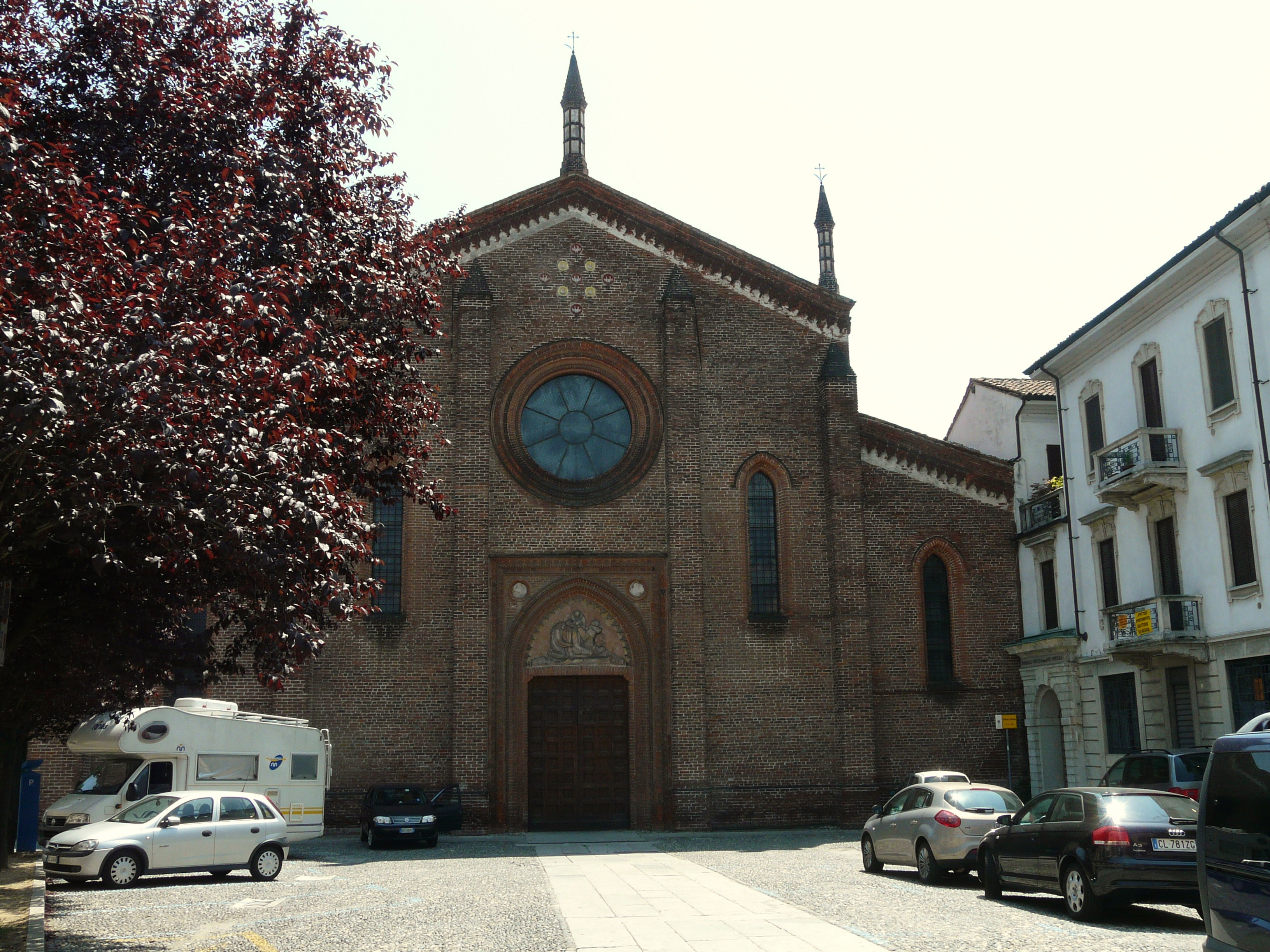
La chiesa di San Pietro Martire

Eretta nel 1445 e dedicata a San Pietro Martire con l'annesso convento dei frati domenicani come attestato dalla bolla pontificia conservata presso l'archivio storico di Vigevano, venne consacrata nel 1480. In puro stile gotico lombardo con campanile a base ottagonale, si presenta a croce latina imperfetta con pilastri polistili, terminante con coro poligonale alto con sottostante cripta il cui accesso è dato da due ingressi ai lati del presbiterio rialzato. Nella cripta è conservato il corpo del beato Matteo Carreri, protettore di Vigevano, che visse e morì (1470) nell'attiguo convento.

### Chiesa di San Francesco

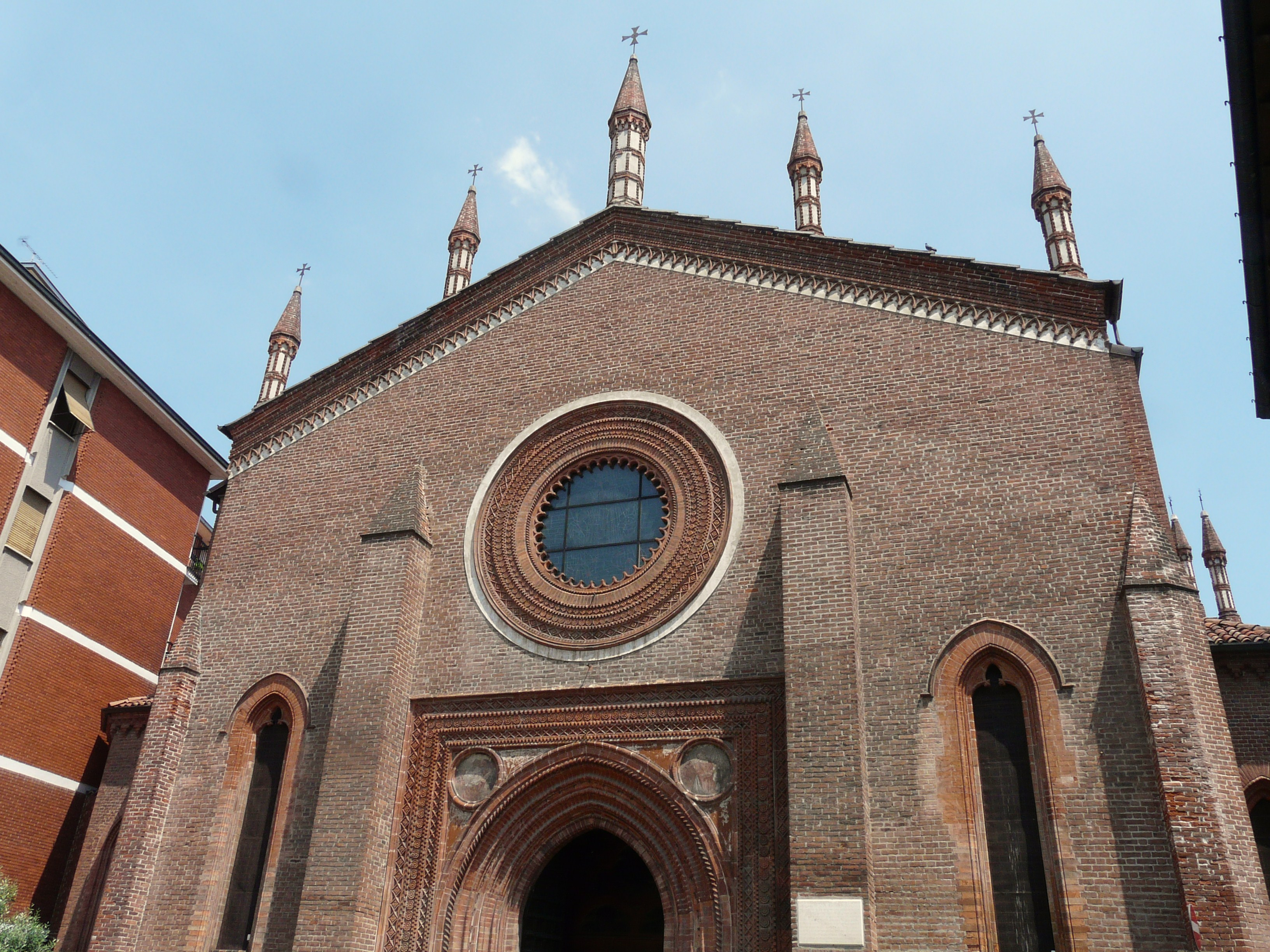
La chiesa di San Francesco

### Chiesa di San Bernardo
Completata in maniera definitiva nel 1672 ma fatta edificare su un edificio già pre-esistente. La Chiesa inoltre presenta un affresco dei Re Magi, di cui è l'unico in tutta la Diocesi.

### Chiesa della Beata Vergine Addolorata
La prima pietra della chiesa venne posta dal vescovo Pietro Giorgio Odescalchi il 3 maggio 1613. Originariamente si trattava di una piccola cappella sita al di fuori della porta di Cicerino, o porta Cesarea. Nella chiesa si stabilì nel 1657 la Confraternita dei Sette Dolori su ordine del vescovo Pier Marino Sormani. Decretata l'insufficienza della vecchia cappella, nel 1699 la confraternita fece abbattere parte dell'edificio, per poterlo ampliare. La nuova costruzione fu ultimata nel 1722.
Nel 1805 venne soppressa durante le rivolte napoleoniche; i confratelli tuttavia riuscirono ad acquistare buona parte degli oggetti presenti all'interno e la chiesa stessa, non subendo gravi danni e aprendola abusivamente a partire dal 1812. Fu successivamente riaperta al culto e ridipinta da Giovanni Battista Garberini.
Ha una sola navata a croce greca, un grande altare maggiore neoclassico e un Cristo morto. All'interno è presente una statua raffigurante i sette dolori di Maria, proveniente dalla Chiesa della Misericordia. Sono presenti anche quattro dipinti cinquecenteschi donati da monsignor Odescalchi. Numerosi oggetti provengono da chiese scomparse durante le rivolte napoleoniche. È presente infine un presepe del 1800.

### Chiesa di San Giovanni e Pio
Chiesa sita in Corso Giacomo Brodolini, fu inaugurata nel 1978 e consacrata nel 1982.

### Santuario dell'Immacolata Concezione

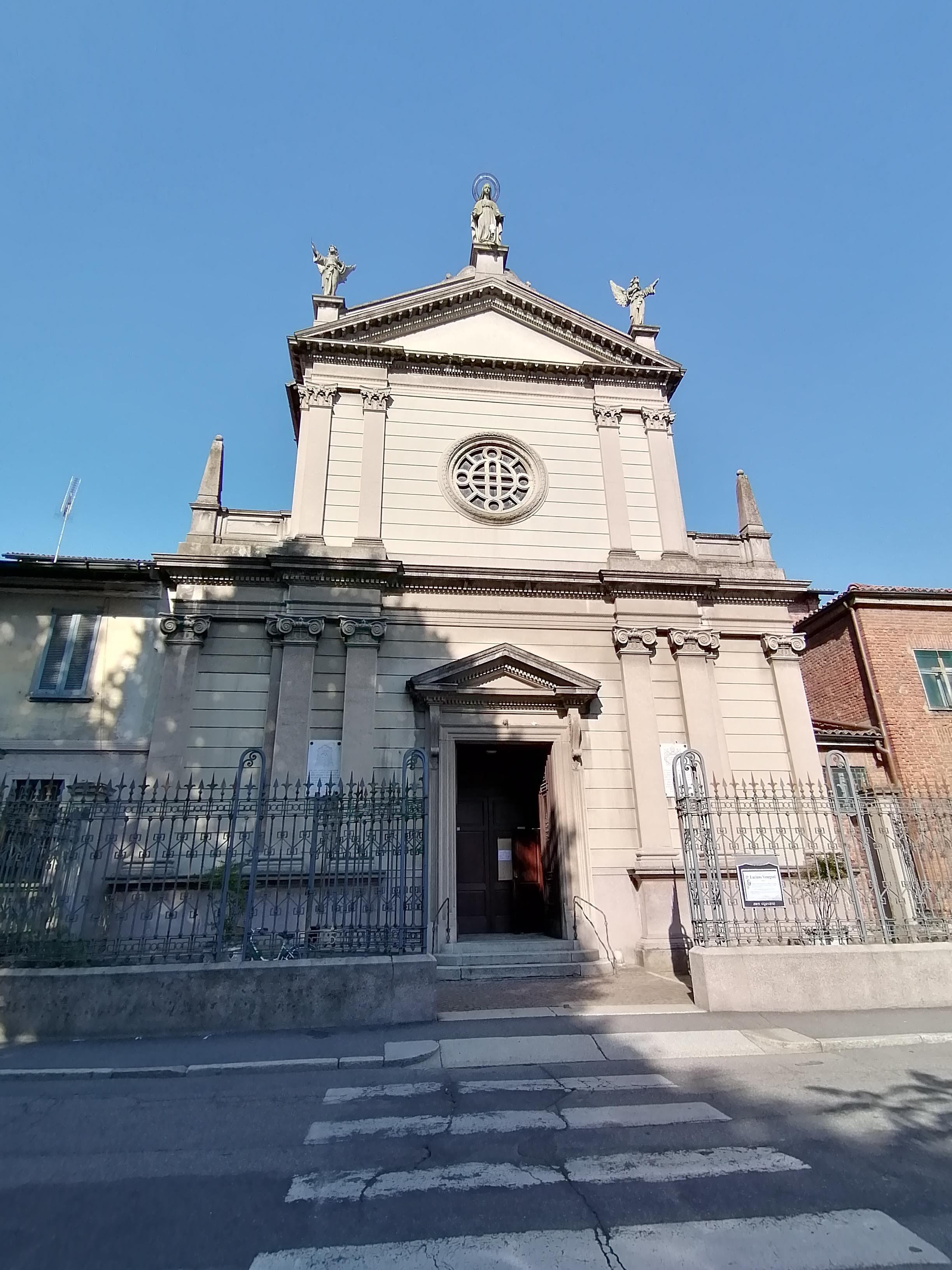
Il santuario dell'Immacolata Concezione

La chiesa si trova in Via Monsignor Pietro Berruti. Il 16 luglio 1904 proprio il Vescovo Berruti benediceva la prima pietra e la consacrava il 12 maggio 1906. Presenta una pianta a croce greca e uno stile classico.
Ha due altari laterali in legno; il più pregiato è un antico altare del Convitto Leone XIII dedicato al Sacro Cuore di Gesù.
Nella chiesa è presente anche una cappella dedicata a Santa Rita da Cascia, costruita nel 1912.

### Chiesa di Santa Maria di Fátima

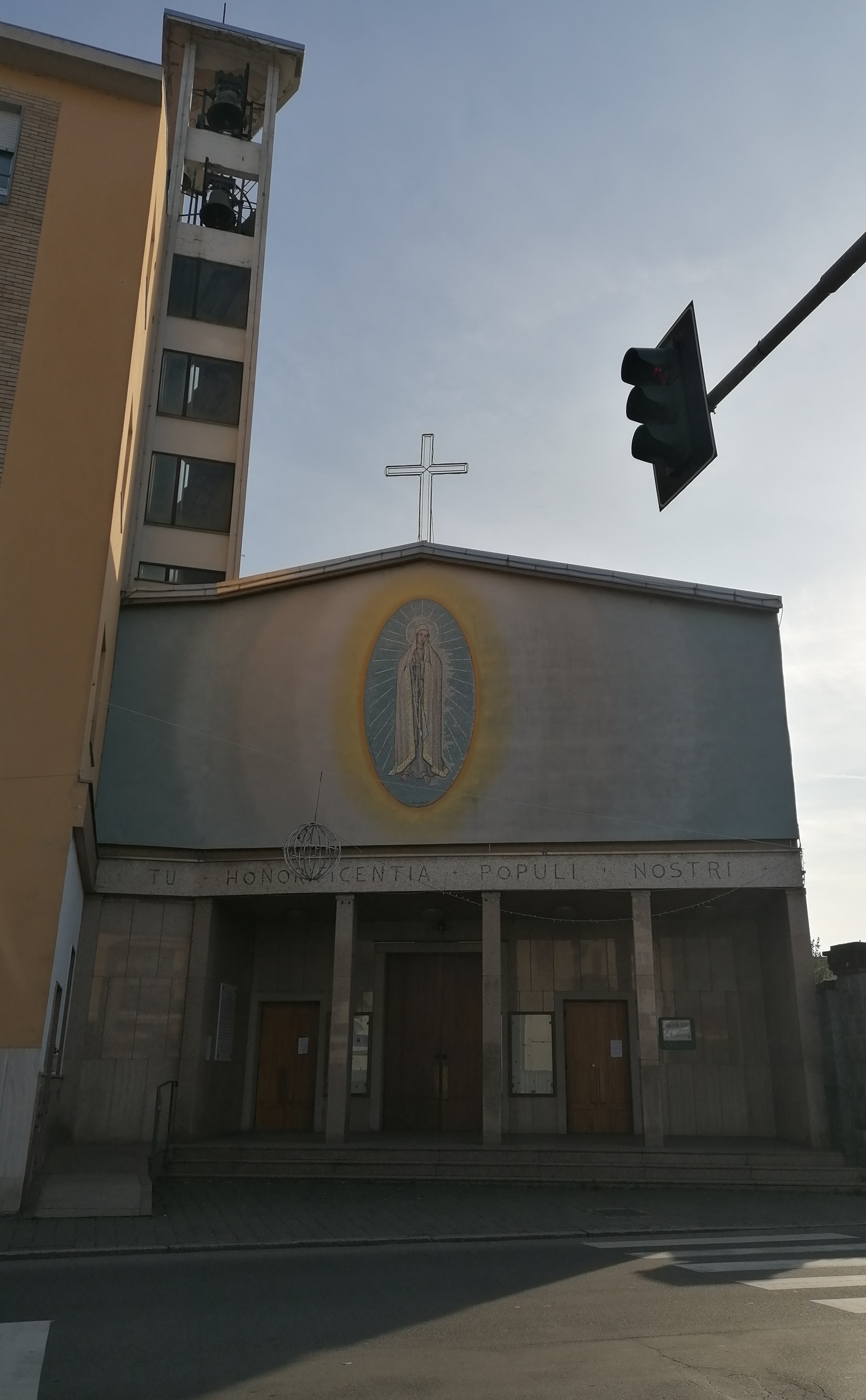
La chiesa della Madonna di Fátima

Chiesa collocata in Corso Torino, 38, fu costruita negli anni '50 del Novecento ed interamente affrescata dal vigevanese Vittorio Ramella. Fa eccezione il Battesimo, di Angela Marotta.

### Chiesa di Sant'Anna del Seminario

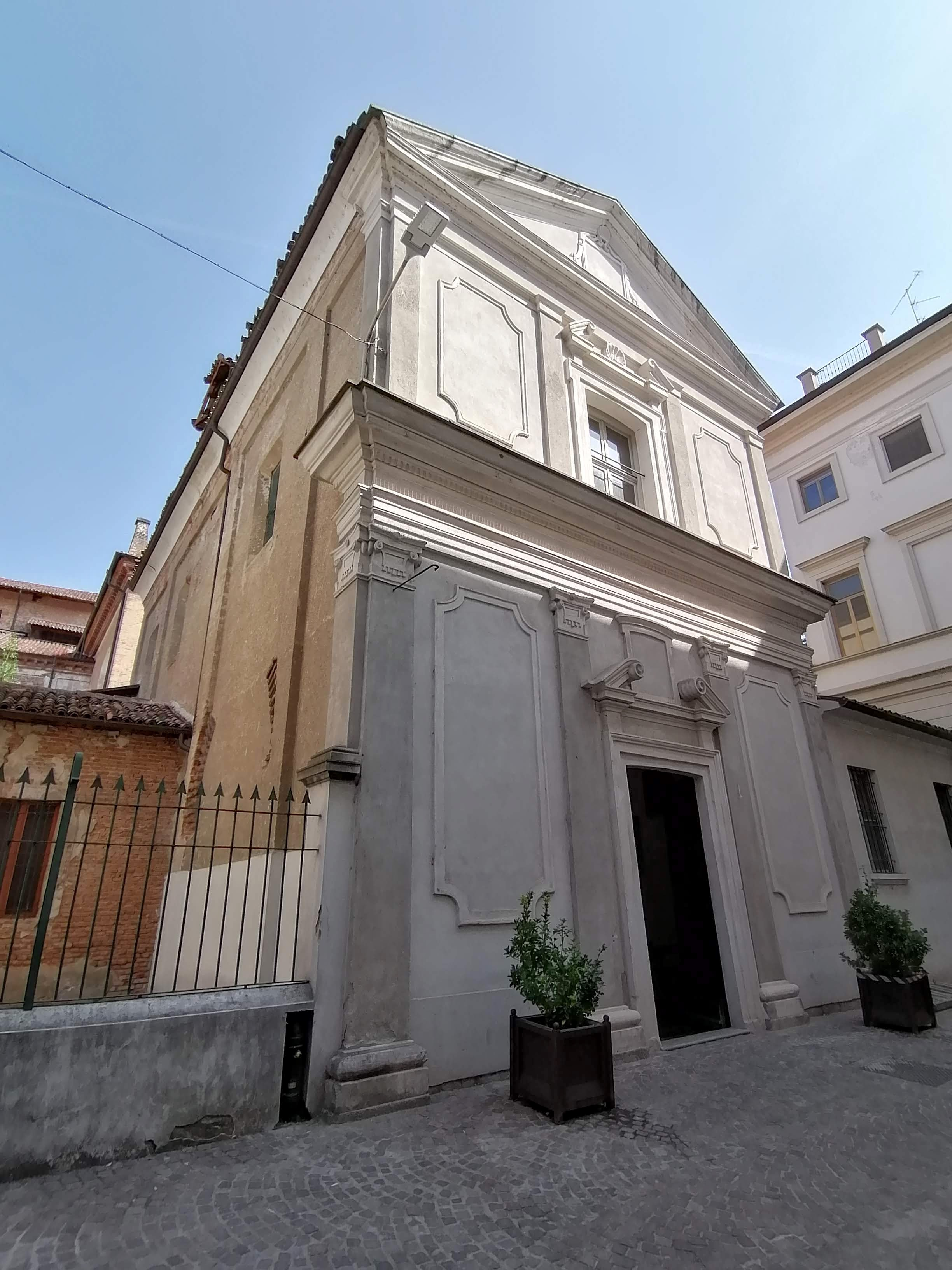
La chiesa di Sant'Anna del Seminario

Chiesa situata in Vicolo Seminario, venne costruita nel 1695 da monsignor Pietro Marino Sormani per i seminaristi. Venne successivamente presa in mano dalle Figlie di Maria del Duomo, che la arricchirono nel 1913.

### Cappella di Santa Caterina
Oratorio vescovile sito all'interno del Palazzo Vescovile, fu innalzato dal vescovo Casale.

### Cappella del Collegio Saporiti

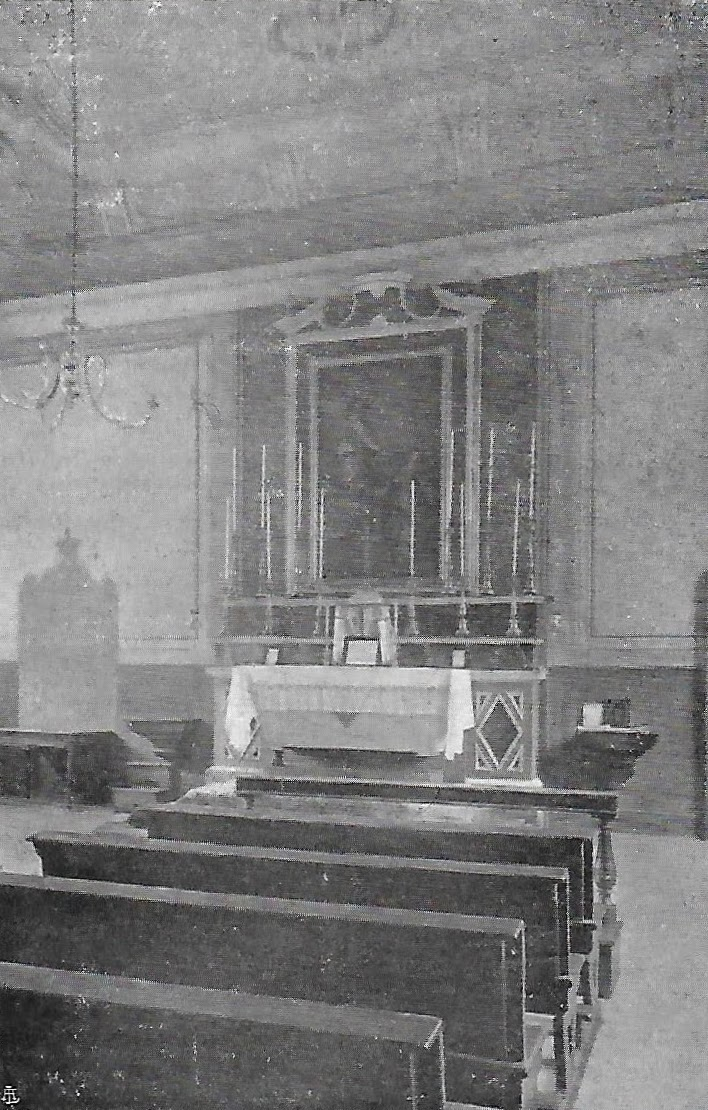
L'interno nel 1930.

Cappella del Collegio Saporiti, odierno Liceo Benedetto Cairoli. Attualmente la cappella è inutilizzata, chiusa e non visitabile.

### Cappella Crespi

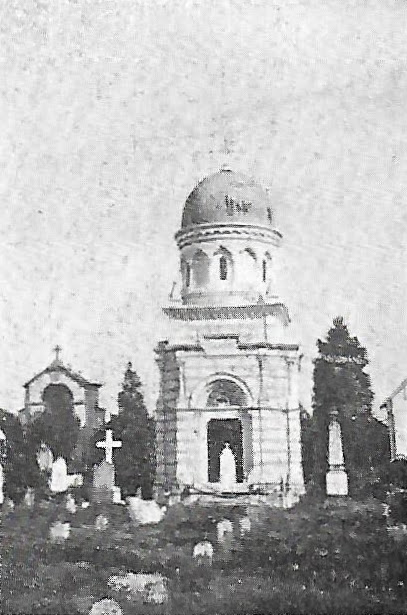
La cappella nel 1930.

### Cappella dell'Istituto Negrone

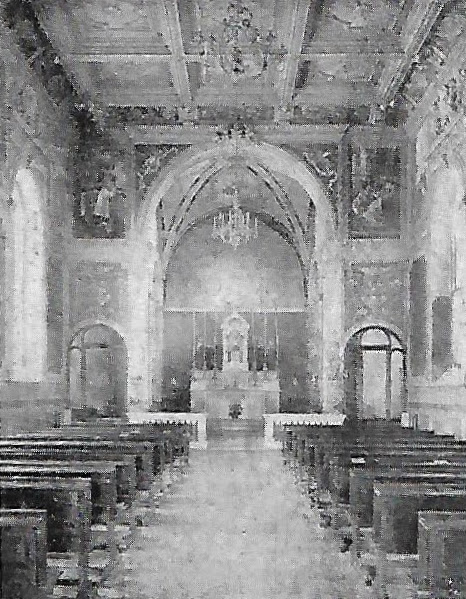
L'interno nel 1930.

### Cappella dell'Ospedale Civico
Cappella interna all'Ospedale Civico.

### Chiesa del Sacro Cuore di Maria
Chiesa situata in Corso Genova.

### Chiesa del Sacro Cuore in Seminario
La chiesa, interna al Seminario, fu iniziata il 4 agosto 1885 da monsignor Degaudenzi e consacrata il 12 settembre 1887, in ricordo del Giubileo di Papa Leone XIII. Il disegno venne effettuato da Cesare Vandone e fu dipinta da Morgari e Reffo.

### Chiesa dei Santi Sebastiano e Rocco al Cimitero

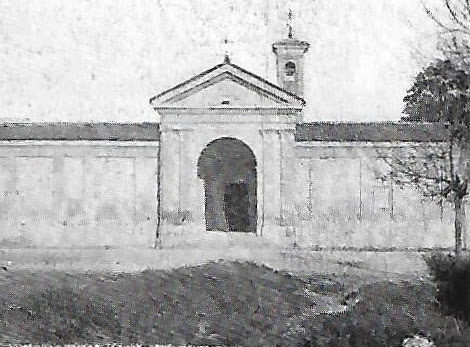
La chiesa nel 1930.

Chiesa del cimitero di Vigevano. Inizialmente intitolata al solo santo Sebastiano (allora era presente un'altra chiesa intitolata a San Rocco), fu costruita durante la lunga peste dal 1630 al 1632, in cui bisognò costruire un lazzaretto sul luogo dove poi sorgerà il cimitero attuale, e al quale venne annessa la chiesa, adibita a funzioni religiose per gli appestati.

### Cappella del Suffragio al Cimitero

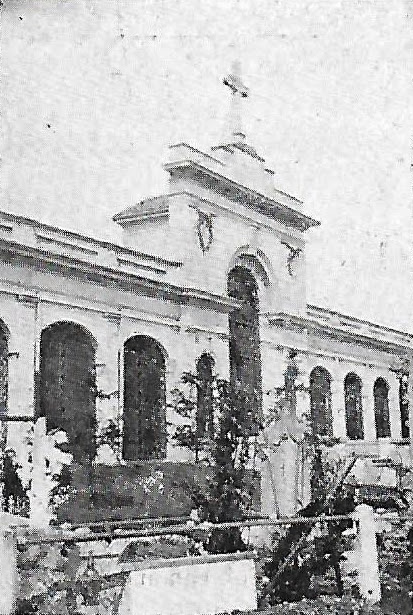
La cappella nel 1930.

### Cappella delle Suore della Carità

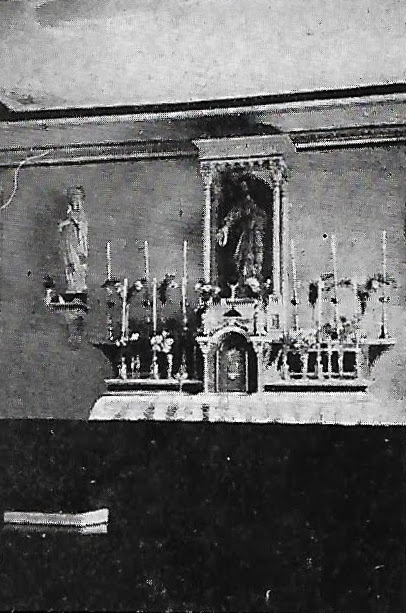
L'interno della cappella nel 1930.

### Chiesa di Sant'Antonio Abate alla Sforzesca

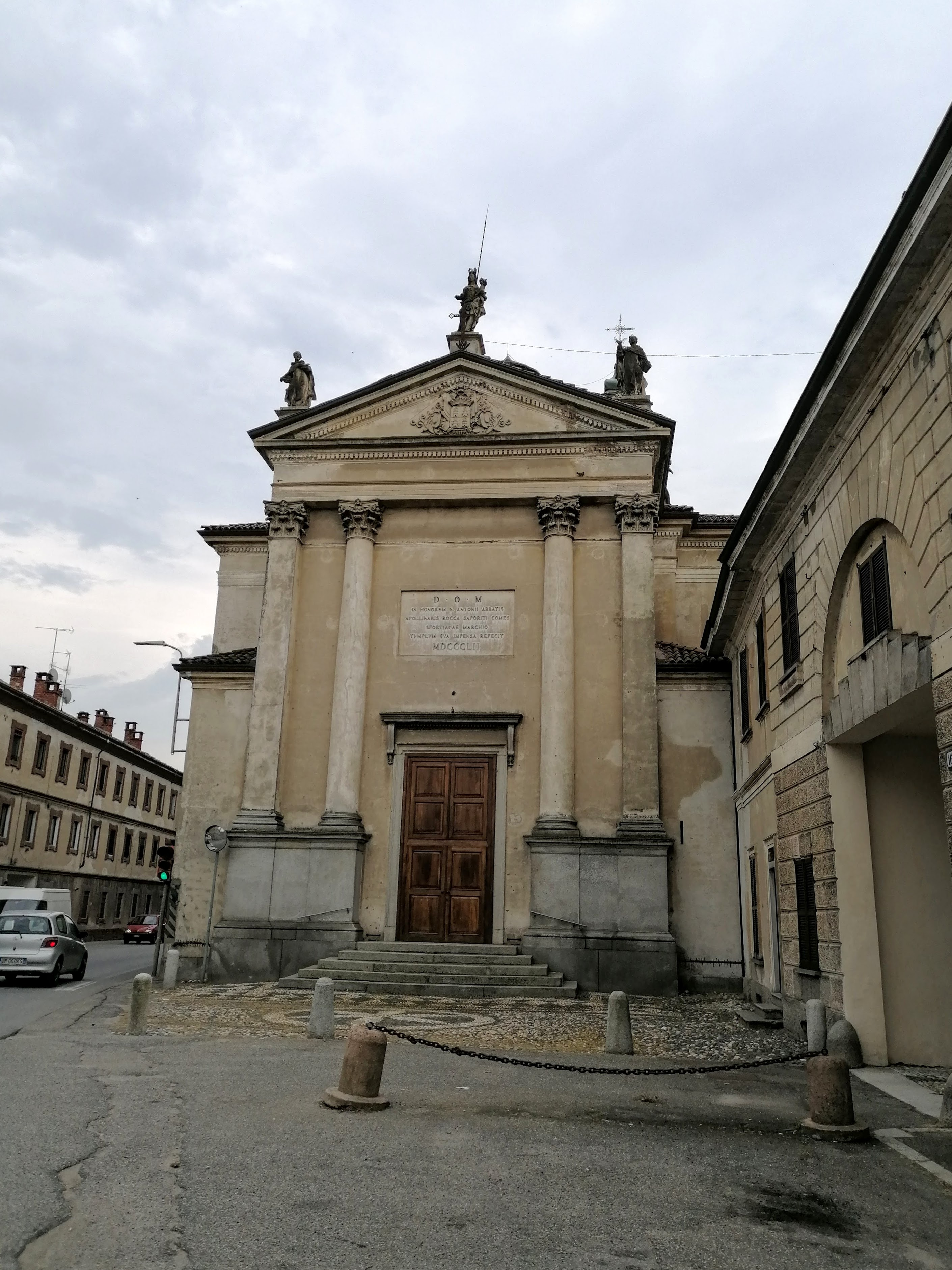
La chiesa di Sant'Antonio Abate alla Sforzesca

### Chiesa di San Carlo ai Piccolini

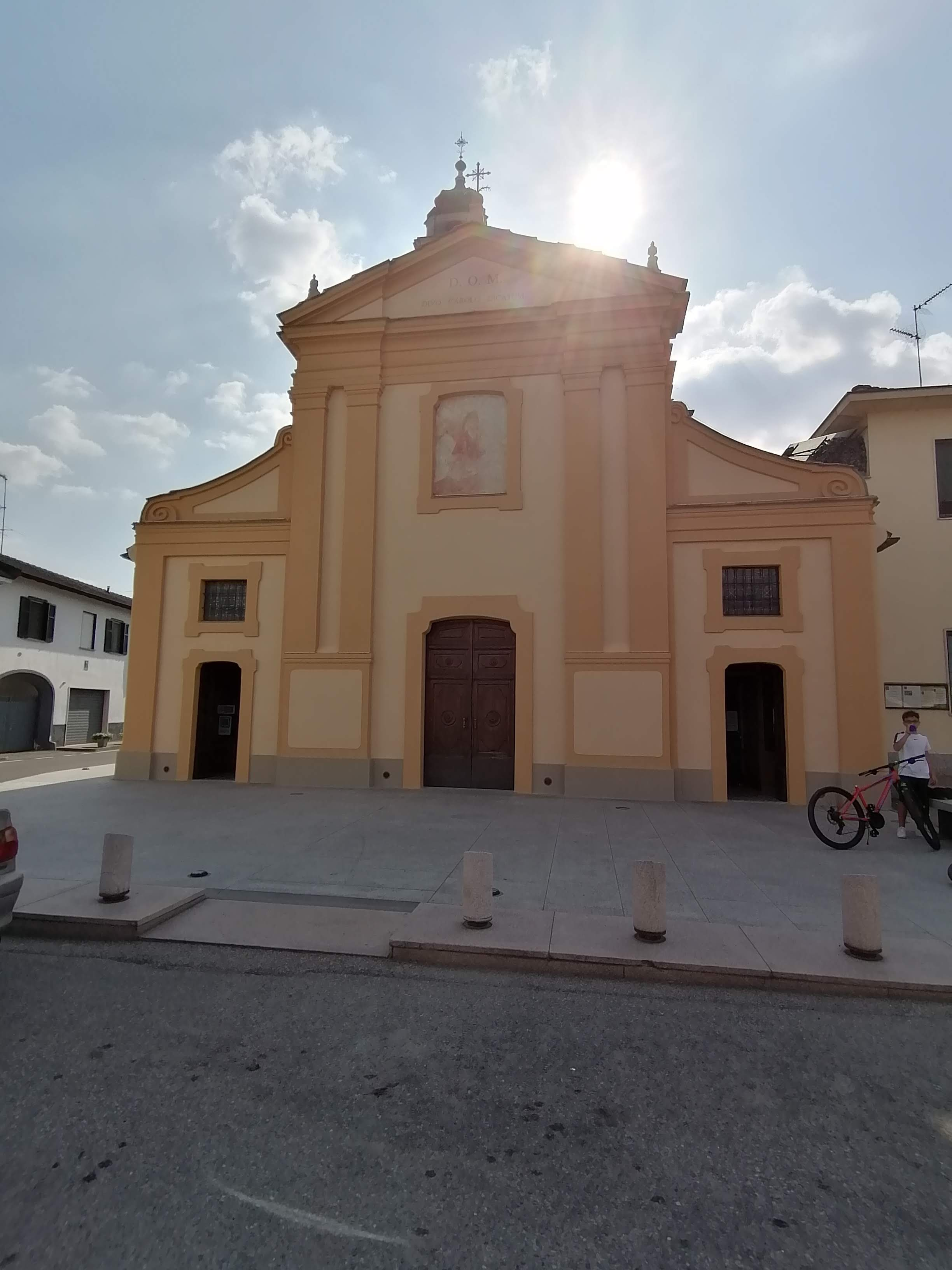
La chiesa di San Carlo ai Piccolini

La prima pietra fu posta il 4 novembre 1618, ma i lavori andarono per le lunghe e venne consacrata solo nel 1635 dal Vicario capitolare Pietro Francesco Cocchi. I piccolinesi necessitavano di una chiesa e di una sede del pievano per ricevere i Sacramenti e per seguire i precetti del buon cristiano, così decisero di costruire a proprie spese una chiesa, dedicandola a san Carlo Borromeo. Al nome originale, "Chiesa di San Carlo", viene talvolta aggiunta l'indicazione della località ("ai Piccolini") al fine di distinguerlo dall'omonima Chiesa di San Carlo, nel centro di Vigevano.

### Santuario del Santissimo Crocifisso

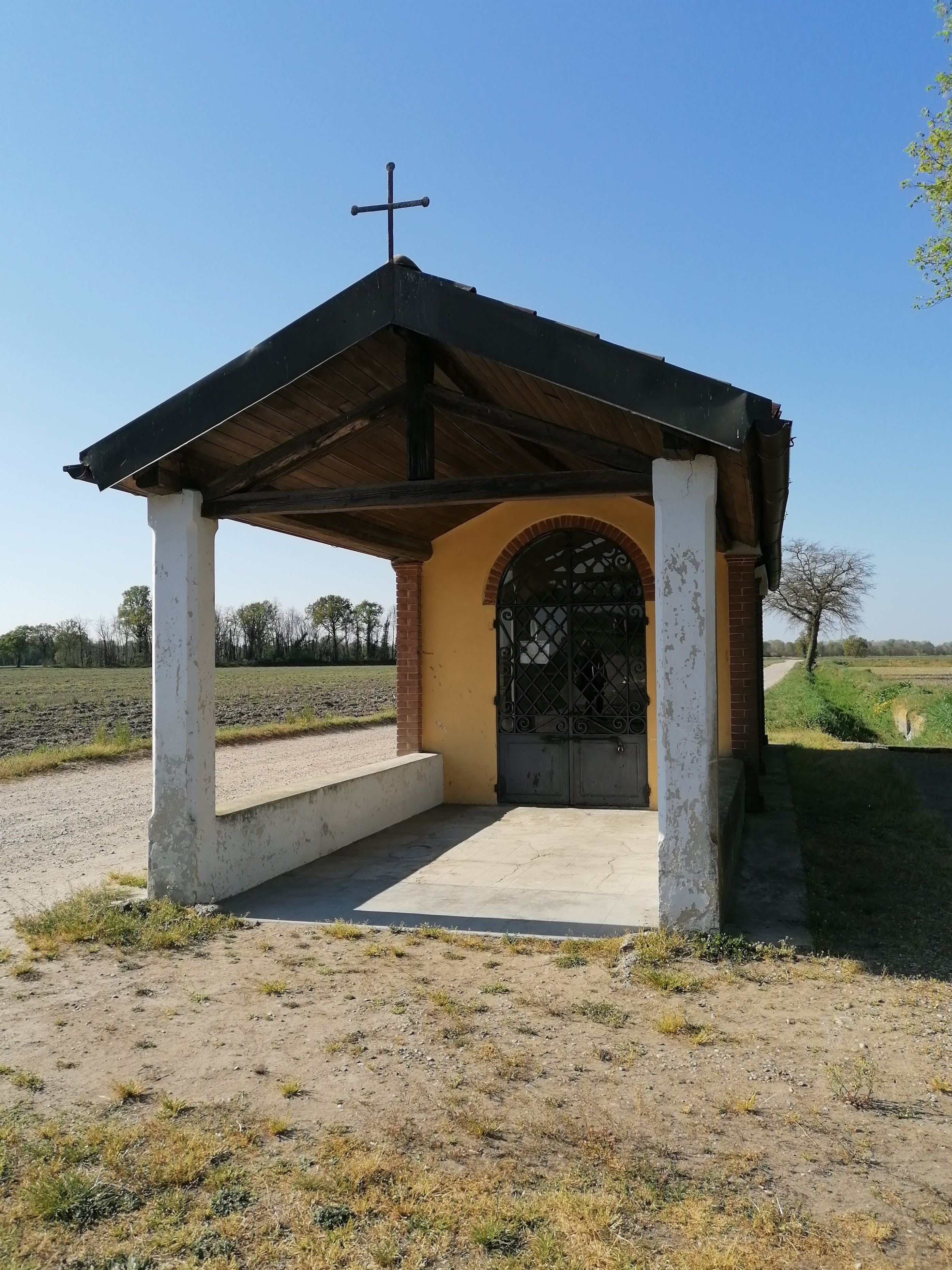
Il santuario del Santissimo Crocifisso

Si trova tra la Sforzesca e Molino d'Isella.

### Chiesa di San Giuseppe al Cascame

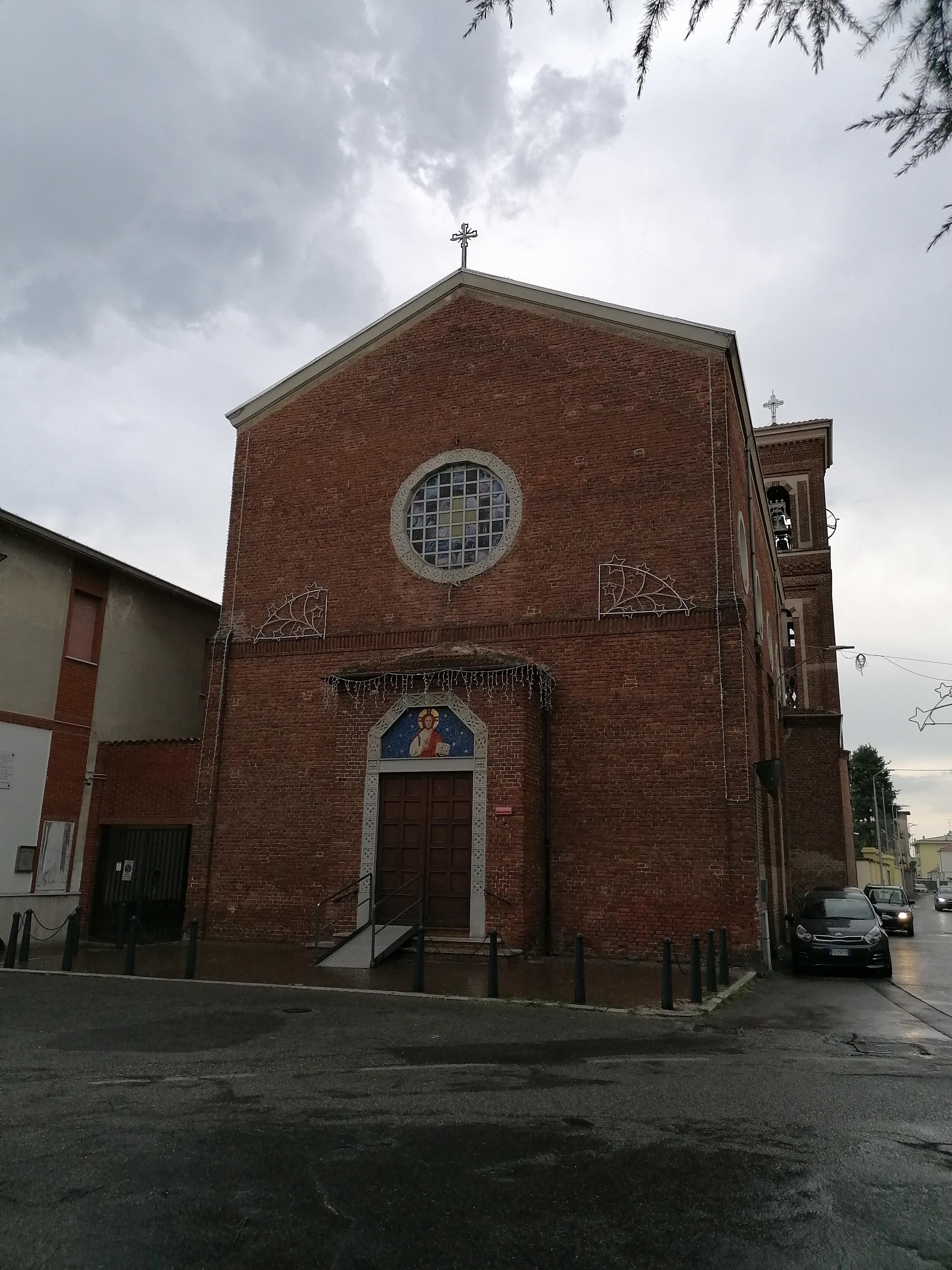
La chiesa di San Giuseppe al Cascame

Chiesa situata in località Cascame, venne costruita per sostituire la precedente cappella della frazione. La prima pietra fu posta il 12 settembre 1926 e venne consacrata il 6 novembre 1927. Ha uno stile romanico con archi poligonali e abside semicircolare. Nel 1929 all'altare originale dedicato a San Giuseppe venne aggiunto un secondo altare dedicato a Maria Bambina, patrona del Cascame.

### Chiesa di San Lorenzo alla Cascina Castellana

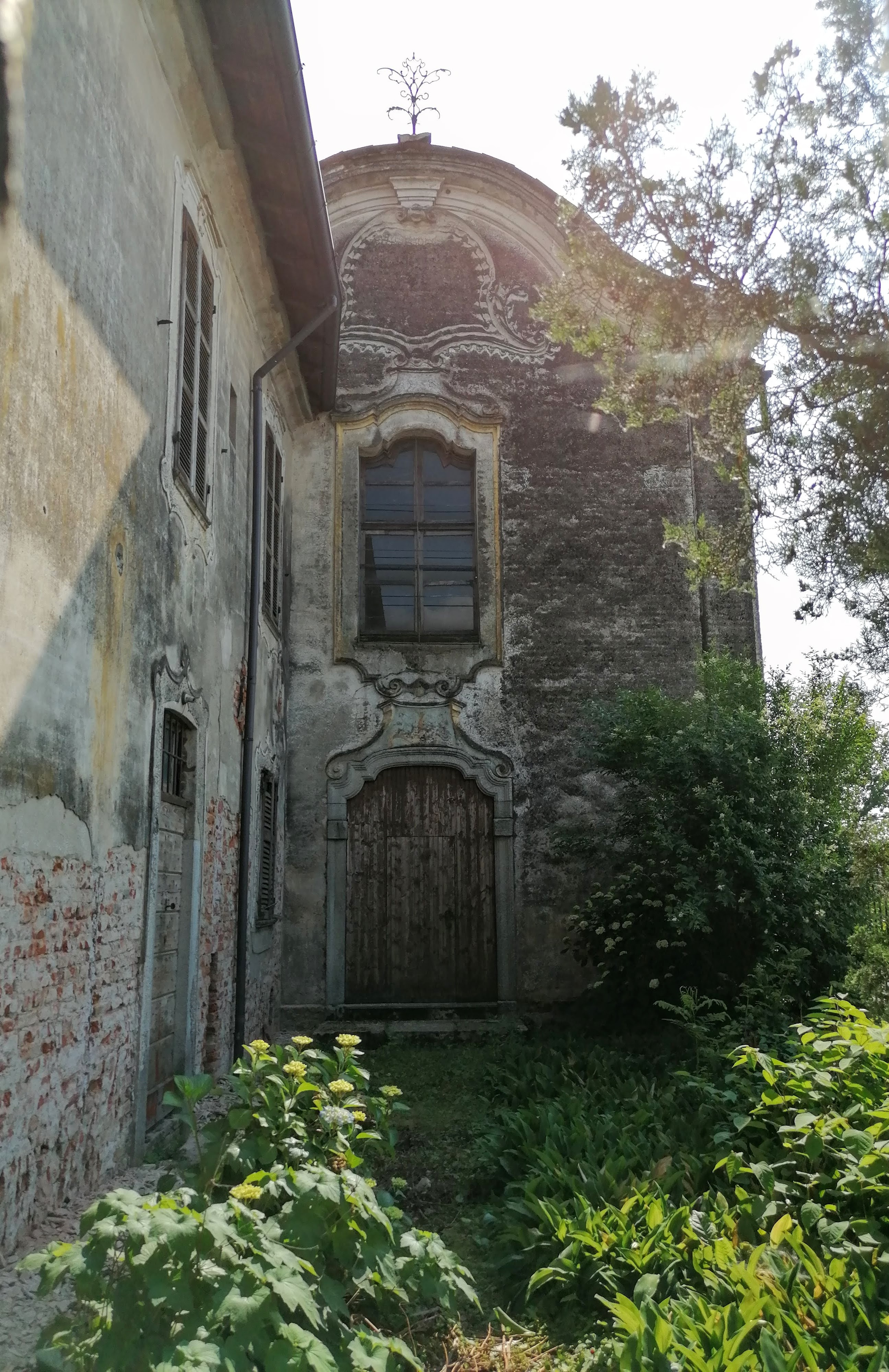
La chiesa di San Lorenzo

Situata in località Cascina Castellana, la chiesa risale al XVII secolo, forse iniziata nel 1682 su ordine dei proprietari dell'epoca della cascina. Nel XVIII secolo era di proprietà della famiglia Biffignandi, che si occupava della celebrazione della Messa festiva assieme ai proprietari delle cascine adiacenti.
La chiesa si trova nell'angolo sud-ovest del complesso.

### Chiesa campestre della Madonna della Neve o della Beata Vergine di Mora Bassa[1]

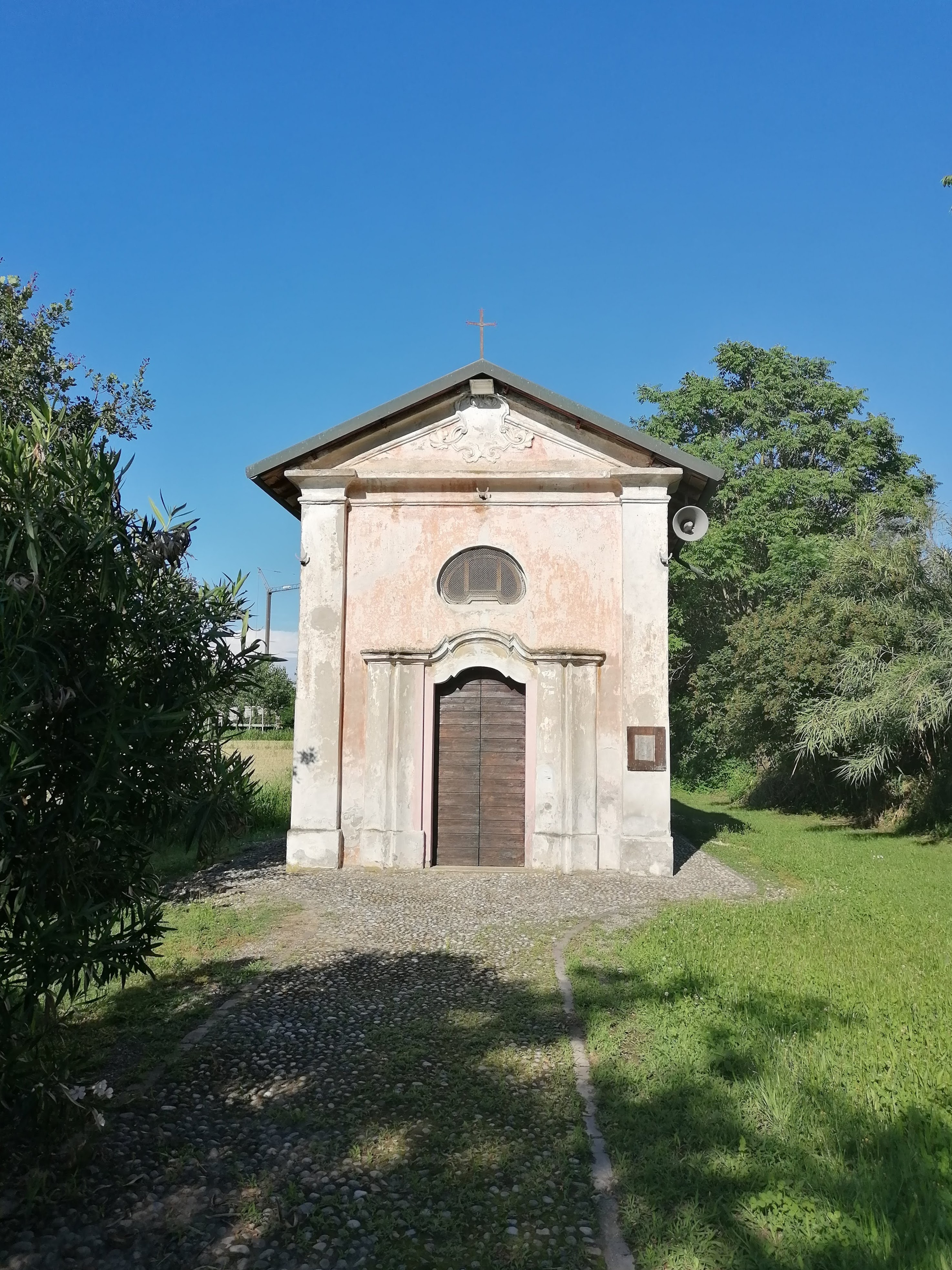
La chiesa campestre della Madonna della Neve

La chiesa si trova in frazione Morabassa, vicina al mulino da cui la località prende nome. Venne costruita con i fondi lasciati da Vincenzo Longo e dedicata alla Madonna della Neve. Ha una sola navata con altare in mattoni.

### Cappella di Santa Maria Ausiliatrice

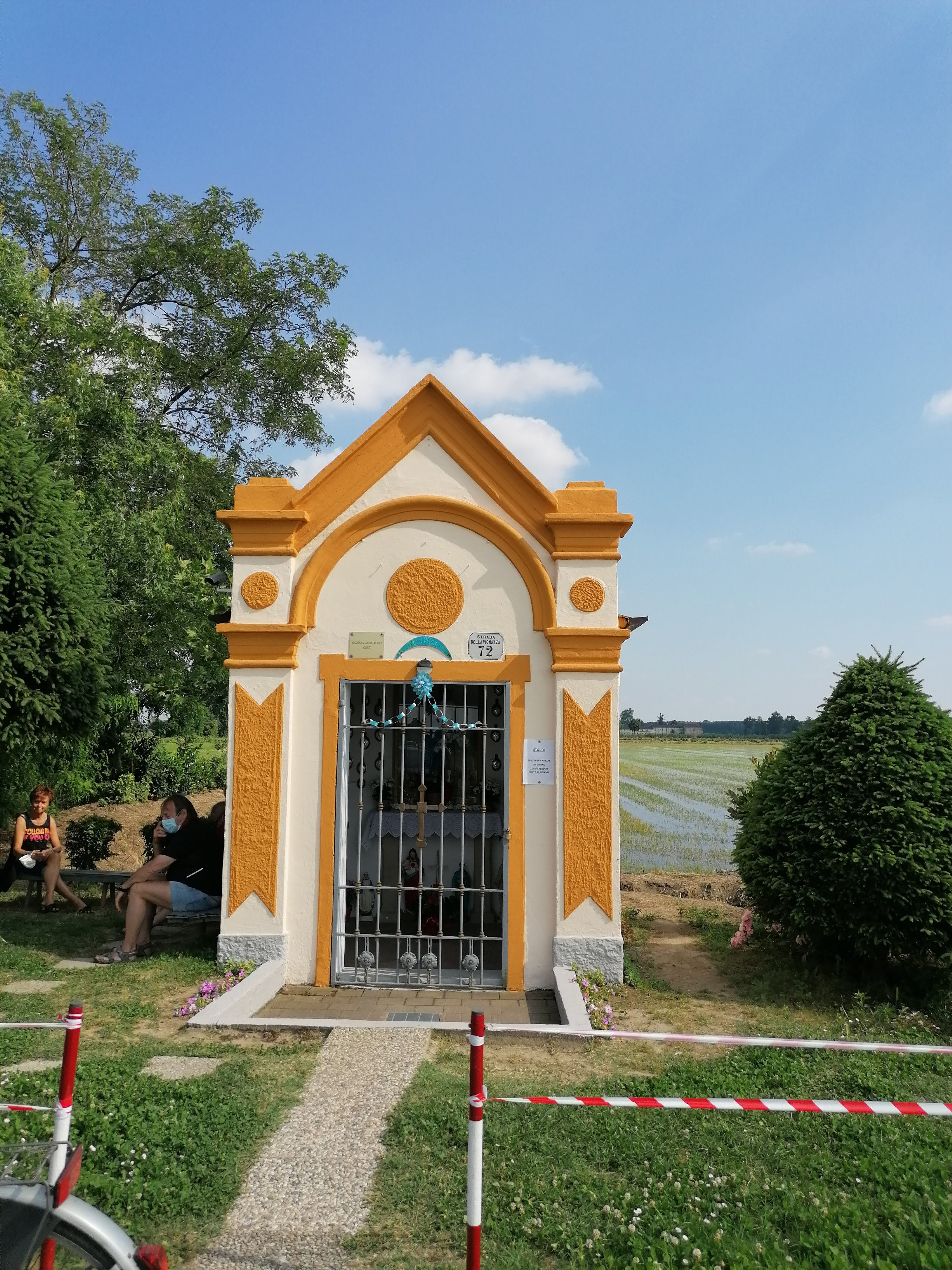
La cappella di Santa Maria Ausiliatrice

Situata in Strada Vignazza, in aperta campagna, fu costruita nel 1885. In seguito ha subito diversi furti.

### Chiesa delle Tre Colombaie
Posta in località Cascina Tre Colombaie, venne aperta al culto dal vicario Pietro Fusi il 24 novembre 1715. Dipendente dalla parrocchia di Sant'Ambrogio, era campestre e intitolata al Nome Santissimo di Maria, motivo per cui è anche possibile trovarla riportata come Chiesa del Nome Santissimo di Maria. La messa venne detta regolarmente a partire dal 1717 dal sacerdote Vincenzo Bastico. Aveva due altari. Nel 1810 venne soppressa e trasformata in deposito; oggi è di proprietà privata e in vendita insieme alla cascina dalla quale prende il nome.

### Chiesa di San Vittore

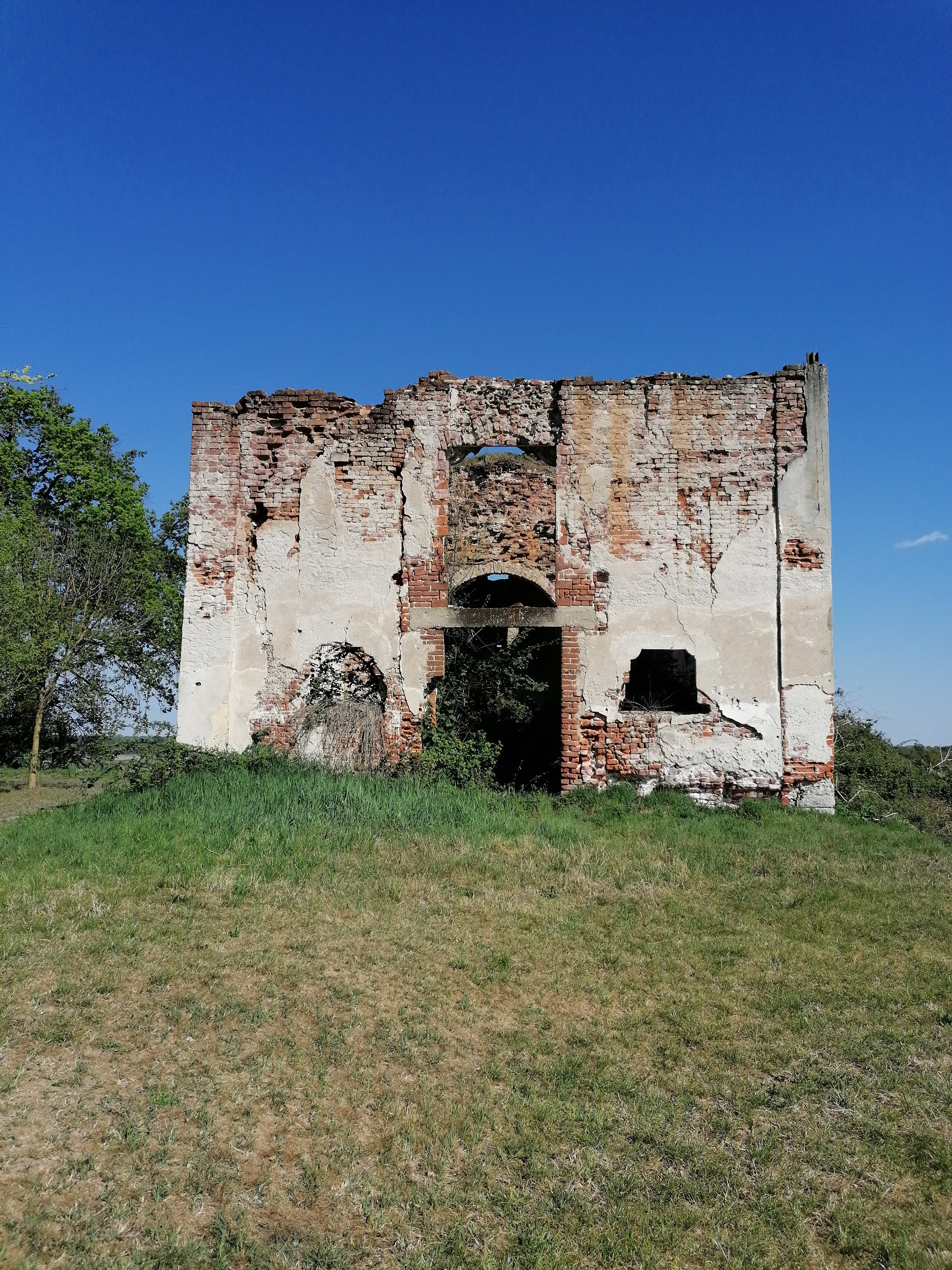
La chiesa di San Vittore

Situata in località Cascina San Vittore, restaurata nel 1767, venne soppressa dopo il 1819; al momento si trova in stato di rudere.

## Chiese scomparse

### Chiesa di San Bartolomeo
Aperta al culto nel 1674, fu chiusa e abbattuta nel 1801. Si trovava lungo l'attuale via Buozzi.

### Chiesa della Beata Vergine del Parto
Antico edificio di culto, anche detto del Conte perché costruito dal conte Nicolò Trivulzio, era dedicato alla Beata Vergine del Parto; il popolo però ne corruppe il nome in Beata Vergine di Battù. Successivamente fu abbattuto e sostituito dalla chiesa, quasi omonima, di Santa Maria del Parto.

### Chiesa della Beata Vergine della Natività
La chiesa era situata in vicolo Seminario, di fronte a quella dedicata a Sant'Andrea. Una descrizione del 1619 afferma: "Pietatis mons munificentia excellentiss. Alphonsi, marchionis Vasti institutus, civiumque charitate erga pauperes auctus, divae Mariae dicatur". Aveva un solo altare. L'edificio fu sconsacrato nel 1860, venduto e adibito a magazzeno.

### Convento dei Benedettini Olivetani
Convento situato in frazione Buccella, ad attestarne la sua esistenza vi è Simone Dal Pozzo che probabilmente ne parla quando, in riferimento alla pure scomparsa Chiesa di San Lorenzo, scrive: "molto antica, era anche chiamata chiesa delli bugiardi: vi si vedevano le celle antiche di quei tempi (il convento) e per la sua antichità rendeva meravigliati gli spettatori...".

### Cappella del Cascame
Chiesa aperta in località Cascame per la popolazione della frazione, venne sostituita il 6 novembre 1927 dalla più grande Chiesa di San Giuseppe.

### Chiesa di Santa Croce in Castello[8]
Posta all'interno del Castello Sforzesco, la chiesa fu probabilmente edificata ai tempi di Ludovico il Moro o Galeazzo Maria Sforza e serviva per i signori del Castello. La chiesa fu abbandonata e probabilmente abbattuta nel 1855, anno in cui i dipinti di maggior valore presenti al suo interno (Gesù Bambino, Sant'Ambrogio, San Giovanni Battista ed Erode, San Pietro Apostolo, San Giacomo apostolo, la Pietà, San Gerolamo dottore, Santa Caterina, Sant'Andrea apostolo) furono spostati al primo piano del Palazzo Civico.

### Chiesa del Crocifisso e della Beata Vergine Addolorata
Un tempo sita vicino a Santa Giuliana lungo la strada che da porta Novara conduce ai Piccolini, negli ultimi anni del Cinquecento venne abbattuta per essere successivamente sostituita da una chiesa più ampia, dedicata a Santa Maria del Crocifisso, con annesso convento.

### Chiesa della Fossana
La chiesa, in località Cascina Fossana, venne costruita nel 1569 per servire i cascinali limitrofi e dedicata alla natività di Maria. Era di costruzione oblunga, con soffitto a volta, un solo altare e un campanile. Nel corso dei secoli passò a diverse famiglie nobiliari vigevanesi che si occupavano delle messe. Era ancora esistente, seppur non più attiva, nel 1930.

### Monastero delle Francescane
Un antico monastero, secondo A. Colombo fu costruito vicino alla Chiesa di San Dionigi nel 1455 e vi alloggiarono suore del III Ordine Francescano, riunite da Caterina de' Barbassi. Le francescane però a inizio 1500 si ritirarono ad Abbiategrasso, decretando così la fine del monastero.

### Chiesa di San Giacomo
Antica chiesa della parrocchia di San Cristoforo, risalente al XV secolo, si trovava all'angolo tra le odierne Via Madonna degli Angeli e Via Donizetti. Venne soppressa nel XVIII secolo e utilizzata come casello del dazio. Nel 1940 venne abbattuta.

### Chiesa di Santa Giuliana
Chiesa scomparsa, secondo Carlo Stefano Brambilla fu costruita in seguito alle invasioni di lupi a Vigevano: Santa Giuliana era infatti la protettrice degli uomini contro i lupi. Antichissima, di grandezza simile alla Chiesa di San Mauro, Simone Dal Pozzo affermava che esistesse da tempo prima del '400; altre fonti la datano al XV secolo. Con un solo altare, presentava un dipinto di Santa Giuliana che con una mano teneva un lupo per un orecchio. Devastata dagli animali e inutilizzata da diverso tempo, nel 1669 la chiesa ormai cadente fu abbattuta.

### Chiesa dell'Immacolata Concezione all'Ospedale
Costruita nel 1574, fu soppressa nel 1798. Si trovava lungo l'attuale corso Novara.

### Chiesa di Santa Maria al Castello
Chiesa antica, chiericato dei Cluniacensi, probabilmente risalente alla seconda metà dell'XI secolo. Era intitolata alla Natività di Maria. Venne distrutta durante la signoria di Luchino Visconti, poi ricostruita nel 1476 e di nuovo abbattuta da Ludovico il Moro. Della chiesa ad oggi rimane solo la statua della Madonna, la più antica della città, posta in Duomo.

### Chiesa di Santa Maria dei Pesci
Comunemente chiamata Chiesa della Madonna del Naviglio, un tempo situata fuori porta Pietra lata, oggi ne rimane solo l'affresco della Madonna del Gatto, icona dell'unico altare della chiesina, attualmente situato nella Chiesa della Madonna della Neve, che la sostituì. Simone Dal Pozzo nel suo Estimo al foglio 620, afferma: "La chiesiola sopra la Rippa del Naviglio fora la Porta Ducale siue Petra-Latta, appellata Sancta Maria delli Pesci, e con altare et ove si celebra in l'anno molte Messe".

### Cappella di Santa Maria della Bestemmia
Costruita probabilmente nel 1264 durante una pestilenza, aveva un solo altare. Successivamente fu abbattuta per fare posto alla più grande Chiesa della Misericordia, con annesso convento.

### Chiesa di Santa Maria della Concezione
Interna alla Rocca Nuova fatta costruire da Ludovico il Moro, la chiesa era dedicata all'Immacolata Concezione. Venne distrutta assieme alla rocca nel 1646 o nel 1664.

### Chiesa delle Santissime Maria e Marta
La chiesa, creata insieme ad un ospedale con quattro posti letto, era situata in vicolo Seminario nei pressi dell'attuale seminario. L'ospedale venne nel 1768 unito al Civico. La chiesa aveva un altare, passato poi in proprietà di Donna Mattea Massaia, che in testamento lo lasciò al Comune.

### Chiesa di Santa Maria Maddalena
Nota anche come Chiesa dell'Assunzione di Maria Vergine e chiesa di San Gerolamo, un tempo era situata all'angolo tra le vie del Pozzo e del Popolo. Fu fondata da Antonio del Pozzo Ardizzi nel 1421 e fu consacrata il 31 dicembre 1446. Nel 1539 venne ampliata per la formazione della Compagnia di Santa Maria Maddalena, successivamente passata in San Francesco. Il cardinale Abramo Ardizzi donò alla chiesa due reliquiari del Quattrocento, venerati dalla popolazione, poi passati nella già citata San Francesco.
La chiesa fu soppressa e demolita nel 1810.

### Monastero di Santa Maria Maddalena
Sito in Via Griona, venne aperto il 4 giugno 1879 dal vescovo Degaudenzi. Viveva della beneficenza cittadina e aveva come obiettivo l'educazione cristiana delle ragazze orfane. Aveva annessa una chiesetta omonima. Ancora attivo nel 1930, il monastero e la chiesa sono stati soppressi negli anni Sessanta durante una pesante modifica di alcune vie storiche, tra cui Via Griona.

### Chiesa di San Paolo
Con annesso collegio, la chiesa venne costruita nel 1632 lungo contrada di Strata (oggi via Cairoli) per i barnabiti; nel 1805 fu soppressa assieme alla scuola annessa e nel 1850 vennero abbattuti per far posto al Collegio Saporiti, successivamente diventato Liceo Cairoli.

### Chiesa di San Pietro in Rometta
Chiesa situata in fondo a corso Torino, in località Cascina Rometta, nacque come cappella cimiteriale cristiana alle origini del cristianesimo in Lomellina e a Vigevano. Abbandonata dalla fine del XVIII secolo, crollò definitivamente nel 1978 a causa della neve.

### Chiesa di San Pietro in Vincoli
Chiesa in località Cascina Cararola, fu eretta nel Medioevo dai valligiani delle numerose cascine, che avevano necessità di costruire una chiesa per la loro contrada. Nel 1860 venne ricostruita; dopo il 1930 fu sconsacrata e trasformata in deposito, fino alla definitiva scomparsa.

### Cappella di San Pietro intus vineas
Una delle tante cappellette cimiteriali, ora perlopiù scomparse, agli albori del Cristianesimo in Vigevano.

### Cappella del Santissimo Sacramento

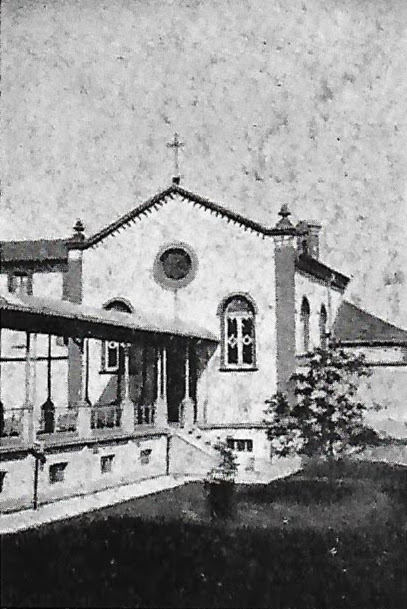
La cappella.

La cappella, insieme a quello che poi diventerà l'Ospedale Civico di Vigevano, venne costruita nel 1630 con il patrimonio lasciato dai coniugi Camillo Aliprandi e Caterina de Bastici Aliprandi a questo fine. Situati dove ora è il Municipio, sia la chiesa che l'ospedale vennero chiusi quando, su progetto dell'architetto Martinez, nel 1821 venne aperto il nuovo ospedale, in Corso Milano, con una nuova cappella annessa. L'edificio infine venne sostituito dal Palazzo Civico nel 1911.

### Monastero di Santa Teresa
Situati un tempo nell'odierna via Riberia, monastero e chiesa vennero costruiti nel 1641 e affidati alle suore carmelitane. Furono chiusi nel 1805. La chiesa venne demolita; il monastero, trasformato in orfanotrofio, esiste ancora, seppur decisamente modificato.

### Cappella di San Vincenzo in Prato
Una delle tante cappellette cimiteriali, ora perlopiù scomparse, costruite agli albori del Cristianesimo in Vigevano.

### Cappella di San Vitale intus vineas
Una delle tante cappellette cimiteriali, ora perlopiù scomparse, costruite agli albori del Cristianesimo in Vigevano.